# Viola kupfferiana
Viola kupfferiana är en violväxtart som beskrevs av Wilhelm Becker. Viola kupfferiana ingår i släktet violer, och familjen violväxter. Inga underarter finns listade i Catalogue of Life.